# Gregor Schlierenzauer
Gregor Schlierenzauer (Innsbruck, 7. siječnja 1990.) je austrijski skijaš skakač. Jedan je od najtalentiranijih mladih skakača. Najbolji je skakač po broju pobjeda u SK-u svih vremena (52 pobjede) i najbolji letač svih vremena (14 pobjeda). Austrijski je rekorder s 243,5 m što je drugi skok svih vremena. Prvi je koji je probio granicu od 2000 bodova u jednoj sezoni (2083). Od 110 startova u Svjetskom kupu, čak 71 ih je završio na postolju te je rekorder i po tome.

## Osobni život
Rođen je 7. siječnja u Innsbrucku. Sin je Paula i Angelike Schlierenzauer. Ima stariju sestru Gloriu i mlađeg brata Lukasa. Ujak mu je Markus Prock, jedan od najuspješnijih sanjkaša svih vremena. Skokove je počeo trenirati s osam godina. Završio je ski-gimnaziju u Stamsu, koju su pohađali mnogi uspješni austrijski sportaši. Od rođenja je gluh na lijevo uho.

## Karijera

### Početak seniorske karijere
U veljači 2006. sa samo 16 godina osvojio je zlatnu medalju na Svjetskom juniorskom prvenstvu u Kranju. Nakon toga austrijski trener Alexander Pointner pozvao ga je u reprezentaciju. U svjetskom kupu debitirao je u Oslu. Osvojio je 24. mjesto, odličan rezultat za šesnaestogodišnjaka. Nažalost, to je bilo zadnje natjecanje sezone prije Planice, za koju je Schlierenzauer ipak bio premlad. Te godine na ljetnom Grand Prixu navjestio je dobru iduću sezonu.

### Sezona 2006./2007.
Propustio je otvaranje sezone u Kuusamu. No njegovi dani došli su u norveškom Lillehammeru. Prvi dan je ostao na korak do postolja, bio je četvrti. Idući dan je postao jedan od najmlađih skakača koji je pobijedio u Svjetskom kupu, s nešto više od 16 godina i 10 mjeseci, i to u svom trećem nastupu. Pobijedio je i bio treći i u švicarskom Engelbergu. Na Novogodišnjoj turneji pobijedio je u Oberstdorfu i Bischofshofenu, bio 4. u Garmisch-Partenkirchenu, no u rodnom Innsbrucku bio je tek 11. Zbog toga je Turneju završio na drugom mjestu. Na Svjetskom prvenstvu u Sapporu osvojio je zlato s timom (Wolfgang Loitzl, Andreas Kofler, Thomas Morgenstern). Do kraja sezone bio je drugi u ukupnom poretku, ali kako je Pointner smatrao da je još uvijek neiskusan za Planicu, završio je četvrti.

### Sezona 2007./2008.
Sezona 2007./2008. bila je njegova dotada najbolja. Nakon početne dominacije njegova sunarodnjaka Thomasa Morgensterna i njegovih 6 uzastopnih pobjeda, do pobjede je došao u Garmisch-Partenkirchenu, na Novogodišnjoj turneji, nakon drugog mjesta u Oberstdorfu. Natjecanje u Innsbrucku bilo je otkazano i premješteno u Bischofshofen, gdje su onda trebala biti dva natjecanja. Nakon petog mjesta na prvom natjecanju, drugi dan je zbog loših uvjeta kao i mnogi favoriti otpao već u prvoj seriji, bio je 42. Tako je ukupnu pobjedu prepustio legendarnom Fincu Janne Ahonenu, kojemu je to bila rekordna peta pobjeda. Pobijedio je u poljskim Zakopanima. Propustio je natjecanja u japanskom Sapporu i upropastio šansu da preotme Morgensternu prvo mjesto u ukupnom poretku. Napokon je dobio šansu i na letaonici, na Svjetskom prvenstvu u Oberstdorfu. Postao je najmlađi svjetski prvak u letovima s nešto više od 18 godina i jednim mjesecom. Idući dan osvojio je i timsko zlato, zajedno s Morgensternom, Kochom i Koflerom. Sudjelovao je i na Nordijskoj turneji. Nakon drugog i četvrtog mjesta, pobijedio je u Lillehammeru i Oslu te osvojio turneju. Pobijedio je na oba natjecanja na finalu Svjetskog kupa na Planici, gdje je i postavio tadašnji austrijski rekord od 233,5 metara. Iako je pobijedio na zadnja četiri natjecanja sezone, u ukupnom poretku završio je iza Morgensterna.

### Sezona 2008./2009.
To je sezona njegove apsolutne dominacije. Nakon trećeg mjesta u Kuusamu, pobijedio je i bio treći u Trondheimu. Nakon nekoliko postolja pobijedio je u Engelbergu. Na Novogodišnjoj turneji bio je tri puta četvrti i jednom drugi. Pobijedio je na oba natjecanja na letaonici u Kulmu, gdje je i postavio rekord skakaonice od 215,5 metara. Nakon drugog mjesta na prvom natjecanju u Zakopanima, idući dan započeo je niz od 6 pobjeda (izjednačio se s Morgensternom, Ahonenom i Mattijem Hautamäkijem). Na Olimpijskoj skakaonici u Whistleru postavio je rekord od 149 metara. Nizu pobjeda došao je kraj na letaonici u Oberstdorfu, gdje je završio tek osmi. Na Svjetskom prvenstvu u Liberecu osvojio je srebro na maloj skakaonici i zlato s austrijskim timom (Wolfgang Loitzl, Koch, Morgenstern). Na velikoj skakaonici u lošim uvjetima (održana samo jedna serija, iznenađujuća pobjeda Andreasa Kuettela) bio je četvrti. S dvije pobjede, jednim trećim i jednim desetim mjestom osvojio je Nordijsku turneju. Na Planici upisao je rekordnu trinaestu pobjedu i tako zaključio sezonu iz snova. Nažalost, nekoliko dana po završetku sezone teško se ozlijedio i morao propustiti početak ljetne sezone.

### Sezona 2009./2010.
Za Schlierenzauera je sezona počela neobjašnjivo slabo, tek devetnaestim mjestom u Kuusamu. No, većina favorita je tada podbacila tako da to nije imalo utjecaja na daljnji tijek sezone. Starim navikama vratio se na idućem natjecanju u Lillehammeru gdje je pobijedio. Osvojio je prvo i drugo mjesto u Engelbergu. Na Novogodišnjoj turneji pobijedio je u Garmischu i rodnom Innsbrucku, no bio je tek deveti i šesti na ostala dva natjecanja. To nije bilo dovoljno za pobjedu nad iznenađujuće dobrim Koflerom. Pobijedio je na letaonici u Kulmu. Tada vodeći u Svjetskom kupu, odlučio je propustii Sapporo, što je na kraju i odlučilo sezonu. Simon Ammann, glavni konkurent, napravio je neuhvatljivu prednost nad Schlierenzauerom. Vratio se s dvije pobjede u Zakopanima. Na generalnoj probi prije Olimpijskih igara, pobijedio je u Willingenu. Olimpijske igre bile su odlične: dvije bronce (oba puta iza Ammanna i Adama Małysza) i timsko zlato (Loitzl, Kofler, Morgenstern). Austrijanci su očekivano "potukli" konkurenciju s rekordna 72,2 boda prednosti. Nije uspio obraniti Nordijsku turneju, čak nije došao niti do pobjede. Na Planici je na Svjetskom prvenstvu u letovima bio drugi. Austrijski tim ispričao je još jednu odličnu sportsku priču: Osvojili su zlato (Loitzl, Morgenstern, Koch, Schlierenzauer) s rekordnom prednosti od 99,1 boda nad drugoplasiranim Norvežanima, te je njihov tim od čak šest skakača koji mogu među najboljih deset jedan od najboljih u povijsti. Schlierenzauer je rekao kako je zadovoljan sezonom, s obzirom na to da je bio ozljeđen prije njenog početka, te za vrijeme sezone dva puta bio bolestan (za vrijeme obe turneje: Novogodišnje i Nordijske).

### Sezona 2010./2011.
Sezona nije započela dobro za Schlierenzauera, tek četrnaestim mjestom u Kuusamu. Nakon nekoliko plasmana izvan prvih 10, odlazi trenirati da bi popravio formu. Prilikom pada ozljedio je koljeno te propustio prve dvije stanice Novogodišnje turneje. Vratio se tek u Innsbrucku. Prvi put u sezoni na postolje je stao kao trećeplasirani, na natjecanju u skijaškim letovima u Oberstdorfu. Odmah na idućem natjecanju, na najvećoj skakaonici na svijetu u Vikersundu podijelio je pobjedu sa svjetskim rekorderom Johanom Remenom Evensenom. To je bila pobjeda s drugom najvećom razlikom u povijesti Svjetskog kupa (46,6 bodova). Tad je treće mjesto osvojio Simon Ammann. Idući dan opet je pobijedio. Evensen je bio drugi, a Małysz treći. Na SP-u u Oslo na individualnom natjecanju na srednjoj skakaonici bio je osmi, a dan kasnije je očekivano s Kochom, Koflerom i Morgensternom osvojio timsko zlato na srednjoj skakaonici. 3. ožujka osvojio je zlato na velikoj skakaonici, ostavivši Morgensterna iza sebe za samo 0,3 boda. Dva dana kasnije je osvojio timsko zlato na velikoj skakaonici, također s Kochom, Koflerom i Morgensternom. Tako su se on i Morgenstern s prvenstva vratili obojica s tri zlata, a Austrija je u svih 5 (4 muška+ 1 žensko) natjecanja u skokovima osvojila zlatnu medalju i tako dokazala svoju dominaciju. 18. ožujka pobijedio je na letaonici na Planici, ispred sunarodnjaka Morgensterna i Kocha.